# Upuaut

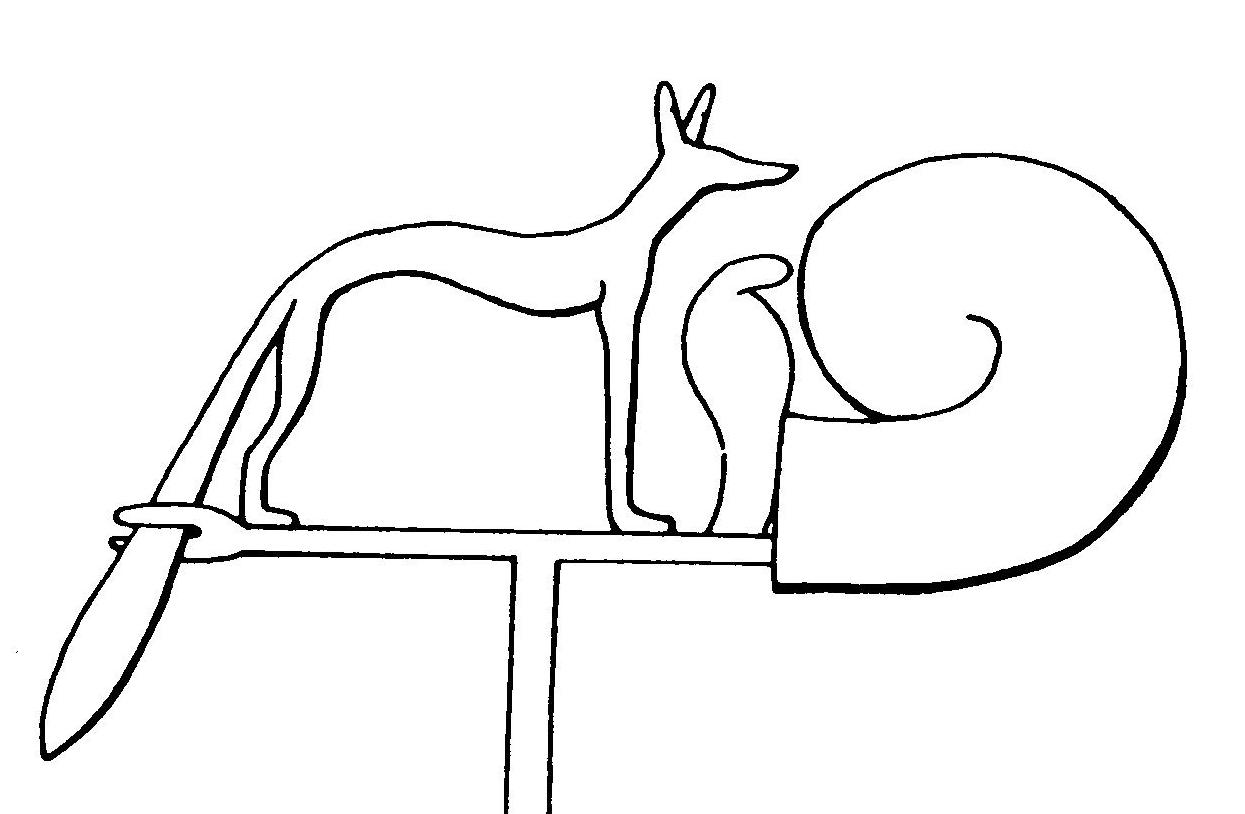
Upuaut

Upuaut (wp-w3.wt) az ókori egyiptomi vallás egyik istene. Felső-egyiptomi eredetű lehet, de kultusza gyorsan elterjedt, a Piramisszövegekben már azt írják, az alsó-egyiptomi Uadzset szentélyében született. Sakál formában tisztelték, talán a legrégebbi sakálisten Egyiptomban. Már a Narmer-palettán utalnak rá, nevét a III. dinasztia alatt említik először.
Nevének jelentése „az utak megnyitója”. Mivel háborúisten volt, ez utalhat arra, hogy háborúban megnyitotta az utat a király és seregei előtt (egy felirat a Sínain feljegyzi, hogy Upuaut nyitotta meg az utat Szehemhet király győzelme előtt). A háborúval, és így a halállal való kapcsolata miatt a túlvilággal kapcsolatos istenek közé is bekerült, ő nyitotta meg az utat a túlvilágra tartó halott előtt, és segédkezett a szájmegnyitás szertartásánál, ami a temetési rituálé része volt. Neve úgy is értelmezhető, hogy a nap előtt nyitja meg az utat az égen. Rituális felvonulásokon is a többi isten előtt halad.
A szintén sakálisten Anubisszal hasonló ikonográfiája és funkciói miatt helyenként már az ókorban is összetévesztették, bár különböző istenségek voltak. Tekintették Anubisz vagy Széth fiának is. Szeddel lehetséges, hogy azonos volt. Összefüggésbe hozták Hórusszal és Upuaut-Ré formában a nappal is.

## Ikonográfiája
Leggyakrabban sakálként, időnként sakálfejű férfiként ábrázolták. Színes ábrázolásokon könnyen megkülönböztethető Anubisztól, aki mindig fekete, míg Upuaut szürke; az is jellemző volt, hogy összezárt lábakkal állt, míg Anubisz inkább terpeszben.

## Kultuszhelye
Fő kultuszhelye a felső-egyiptomi Assziút volt, aminek görög neve (Lükopolisz, 'farkasváros') az istenség megjelenésére utal. Az első átmeneti korban III. Heti fia, Tefib viselte a „Sziut ura, Upuaut főpapja” címet.